# Championnats du monde de tir à l'arc
Le championnat du monde de tir à l'arc a été créé en 1931, organisé par la World Archery Federation (anciennement FITA). Un championnat est organisé dans chacune des disciplines de tir à l'arc, les trois principaux championnats sont : championnats en extérieur, championnats en campagne et championnats en salle

## Championnat en extérieur
De 1931 à 1969, le championnat du monde en extérieur étaient organisés tous les ans, depuis la création du championnat de tir en campagne en 1969 , le championnat du monde en extérieur est organisé tous les deux ans.
Les épreuves des championnats en extérieur de 1931 et de 1932 étaient mixtes (individuelles et par équipes),. 
À partir du championnat du monde du tir à l'arc en extérieur de 1995, le tir à l'arc à poulies a été ajouté dans les catégories individuelles (hommes et femmes), par équipes hommes et femmes.
Depuis l'édition de 2011, la catégorie par équipes mixtes a été ajoutée pour l'arc classique et l'arc à poulies.

### Éditions en extérieur et classements
Liste des éditions des championnats en extérieur ainsi que leur classement, :

#### Arc classique
| Édition | Année | Ville        | Pays         | Individuelle hommes     | Individuelle femmes              | Par équipes hommes | Par équipes femmes | Équipes mixtes               |
| ------- | ----- | ------------ | ------------ | ----------------------- | -------------------------------- | ------------------ | ------------------ | ---------------------------- |
| 1       | 1931  | Lwów         | Pologne      | Michal Sawicki (POL)    | Michal Sawicki (POL)             | France             | France             |                              |
| 2       | 1932  | Varsovie     | Pologne      | Laurent Reth (BEL)      | Laurent Reth (BEL)               | Pologne            | Pologne            |                              |
| 3       | 1933  | Londres      | Royaume-Uni  | Donald MacKenzie (USA)  | Janina Kurkowska (POL)           | Belgique           | Pologne            |                              |
| 4       | 1934  | Båstad       | Suède        | Henry Kjellson (SWE)    | Janina Kurkowska (POL)           | Suède              | Pologne            |                              |
| 5       | 1935  | Bruxelles    | Belgique     | Adrien Van Kolen (BEL)  | Ina Catani (SWE)                 | Tchécoslovaquie    | Royaume-Uni        |                              |
| 6       | 1936  | Prague       | Tchéquie     | Emil Heilborn (SWE)     | Janina Kurkowska (POL)           | Tchécoslovaquie    | Pologne            |                              |
| 7       | 1937  | Paris        | France       | Georges De Rons (BEL)   | Erna Simon (GBR)                 | Pologne            | Royaume-Uni        |                              |
| 8       | 1938  | Londres      | Royaume-Uni  | Frantisek Hadas (TCH)   | Nora Weston-Martyr (GBR)         | Tchécoslovaquie    | Pologne            |                              |
| 9       | 1939  | Oslo         | Norvège      | Roger Béday (FRA)       | Janina Kurkowska (POL)           | France             | Pologne            |                              |
| 10      | 1946  | Stockholm    | Suède        | Tang-Holback (DEN)      | Petronella de Wharton-Burr (GBR) | Danemark           | Royaume-Uni        |                              |
| 11      | 1947  | Prague       | Tchéquie     | Hans Deutgen (SWE)      | Janina Kurkowska (POL)           | Tchécoslovaquie    | Danemark           |                              |
| 12      | 1948  | Londres      | Royaume-Uni  | Hans Deutgen (SWE)      | Petronella de Wharton-Burr (GBR) | Suède              | Tchécoslovaquie    |                              |
| 13      | 1949  | Paris        | France       | Hans Deutgen (SWE)      | Barbara Waterhouse (GBR)         | Tchécoslovaquie    | Royaume-Uni        |                              |
| 14      | 1950  | Copenhague   | Danemark     | Hans Deutgen (SWE)      | Jean Lee (USA)                   | Danemark           | Finlande           |                              |
| 15      | 1952  | Bruxelles    | Belgique     | Stellan Andersson (SWE) | Jean Lee (USA)                   | Suède              | États-Unis         |                              |
| 16      | 1953  | Oslo         | Norvège      | Bror Lundgren (SWE)     | Jean Richards (USA)              | Suède              | Finlande           |                              |
| 17      | 1955  | Helsinki     | Finlande     | Nils Andersson (SWE)    | Katarzyna Wisniowska (POL)       | Suède              | Royaume-Uni        |                              |
| 18      | 1957  | Prague       | Tchéquie     | O.K. Smathers (USA)     | Carole Meinhart (GBR)            | États-Unis         | États-Unis         |                              |
| 19      | 1958  | Bruxelles    | Belgique     | Stig Thysell (SWE)      | Sigrid Johannson (SWE)           | Finlande           | États-Unis         |                              |
| 20      | 1959  | Stockholm    | Suède        | James Caspers (USA)     | Ann Corby (USA)                  | États-Unis         | États-Unis         |                              |
| 21      | 1961  | Oslo         | Norvège      | Joe Thornton (USA)      | Nancy Vonderheide (USA)          | États-Unis         | États-Unis         |                              |
| 22      | 1963  | Helsinki     | Finlande     | C.T. Sandlin (USA)      | Victoria Cook (USA)              | États-Unis         | États-Unis         |                              |
| 23      | 1965  | Västerås     | Suède        | Matti Haikonen (FIN)    | Maire Lindholm (FIN)             | États-Unis         | États-Unis         |                              |
| 24      | 1967  | Amersfoort   | Pays-Bas     | Ray Rogers (USA)        | Maria Maczynska (POL)            | États-Unis         | Pologne            |                              |
| 25      | 1969  | Valley Forge | États-Unis   | Hardy Ward (USA)        | Dorothy Lidstone (CAN)           | États-Unis         | Union soviétique   |                              |
| 26      | 1971  | York         | Royaume-Uni  | John Williams (USA)     | Emma Gapchenko                   | États-Unis         | Pologne            |                              |
| 27      | 1973  | Grenoble     | France       | Victor Sidoruk          | Linda Myers (USA)                | États-Unis         | Union soviétique   |                              |
| 28      | 1975  | Interlaken   | Suisse       | Darrell Pace (USA)      | Zebiniso Rustamova               | États-Unis         | Union soviétique   |                              |
| 29      | 1977  | Canberra     | Australie    | Richard McKinney (USA)  | Luann Ryon (USA)                 | États-Unis         | États-Unis         |                              |
| 30      | 1979  | Berlin       | Allemagne    | Darrell Pace (USA)      | Kim Jin-ho (KOR)                 | États-Unis         | Corée du Sud       |                              |
| 31      | 1981  | Punta Alta   | Argentine    | Kyösti Laasonen (FIN)   | Natalia Boutousova               | États-Unis         | Union soviétique   |                              |
| 32      | 1983  | Los Angeles  | États-Unis   | Richard McKinney (USA)  | Kim Jin-ho (KOR)                 | États-Unis         | Corée du Sud       |                              |
| 33      | 1985  | Séoul        | Corée du Sud | Richard McKinney (USA)  | Irina Soldatova                  | Corée du Sud       | Union soviétique   |                              |
| 34      | 1987  | Adélaïde     | Australie    | Vladimir Esheev         | Ma Xiangjun (CHN)                | Allemagne          | Union soviétique   |                              |
| 35      | 1989  | Lausanne     | Suisse       | Stanislav Zabrodsky     | Kim Soo-nyung (KOR)              | Union soviétique   | Corée du Sud       |                              |
| 36      | 1991  | Cracovie     | Pologne      | Simon Fairweather (AUS) | Kim Soo-nyung (KOR)              | Corée du Sud       | Corée du Sud       |                              |
| 37      | 1993  | Antalya      | Turquie      | Park Kyung-mo (KOR)     | Kim Hyo-jung (KOR)               | France             | Corée du Sud       |                              |
| 38      | 1995  | Jakarta      | Indonésie    | Lee Kyung-chul (KOR)    | Natalia Valeeva (MDA)            | Corée du Sud       | Corée du Sud       |                              |
| 39      | 1997  | Victoria     | Canada       | Kim Kyung-ho (KOR)      | Kim Du-ri (KOR)                  | Corée du Sud       | Corée du Sud       |                              |
| 40      | 1999  | Riom         | France       | Hong Sung-chil (KOR)    | Lee Eun-kyung (KOR)              | Italie             | Italie             |                              |
| 41      | 2001  | Beijing      | Chine        | Yeon Jung-ki (KOR)      | Park Sung-hyun (KOR)             | Corée du Sud       | Chine              |                              |
| 42      | 2003  | New York     | États-Unis   | Michele Frangilli (ITA) | Yun Mi-jin (KOR)                 | Corée du Sud       | Corée du Sud       |                              |
| 43      | 2005  | Madrid       | Espagne      | Chung Jae-hun (KOR)     | Lee Sung-jin (KOR)               | Corée du Sud       | Corée du Sud       |                              |
| 44      | 2007  | Leipzig      | Allemagne    | Im Dong-hyun (KOR)      | Natalia Valeeva (ITA)            | Corée du Sud       | Corée du Sud       |                              |
| 45      | 2009  | Ulsan        | Corée du Sud | Lee Chang-hwan (KOR)    | Joo Hyun-jung (KOR)              | Corée du Sud       | Corée du Sud       |                              |
| 46      | 2011  | Turin        | Italie       | Kim Woo-jin (KOR)       | Denisse Van Lamoen (CHI)         | Corée du Sud       | Italie             | Im Dong-hyun/Ki Bo-bae       |
| 47      | 2013  | Antalya      | Turquie      | Lee Seung-yun (KOR)     | Maja Jager (DEN)                 | États-Unis         | Corée du Sud       | Oh Jin-hyek/Ki Bo-bae        |
| 48      | 2015  | Copenhague   | Danemark     | Kim Woo-jin (KOR)       | Ki Bo-bae (KOR)                  | Corée du Sud       | Russie             | Ku Bonchan/Ki Bo-bae         |
| 49      | 2017  | Mexico       | Mexique      | Im Dong-hyun (KOR)      | Ksenia Perova (RUS)              | Italie             | Corée du Sud       | Im Dong-hyun/Kang Chae-young |
| 50      | 2019  | Bois-le-Duc  | Pays-Bas     | Brady Ellison (USA)     | Le Chien-ying (TPE)              | Chine              | Taipei chinois     | Lee Woo-seok/Kang Chae-young |
| 51      | 2021  | Yankton      | États-Unis   | Kim Woo-jin (KOR)       | Jang Minhee (KOR)                | Corée du Sud       | Corée du Sud       | Kim Woo-jin/An San           |
| 52      | 2023  | Berlin       | Allemagne    | Mete Gazoz (TUR)        | Marie Horáčková (CZE)            | Corée du Sud       | Allemagne          | Lim Si-hyeon/Kim Woo-jin     |
| 53      | 2025  | Gwangju      | Corée du Sud |                         |                                  |                    |                    |                              |

#### Arc à poulies
| Édition | Année | Ville       | Pays         | Individuelle hommes       | Individuelle femmes         | Par équipe hommes | Par équipe femmes | Équipe mixte                  |
| ------- | ----- | ----------- | ------------ | ------------------------- | --------------------------- | ----------------- | ----------------- | ----------------------------- |
| 38      | 1995  | Jakarta     | Indonésie    | Gary Broadhead (USA)      | Angela Moscarelli (USA)     | France            | États-Unis        |                               |
| 39      | 1997  | Victoria    | Canada       | Dee Wilde (USA)           | Fabiola Palazzini (ITA)     | Hongrie           | Italie            |                               |
| 40      | 1999  | Riom        | France       | Dave Cousins (USA)        | Catherine Pellen (FRA)      | États-Unis        | Taipei chinois    |                               |
| 41      | 2001  | Beijing     | Chine        | Dejan Sitar (SVN)         | Ulrika Sjoewall (SWE)       | Norvège           | France            |                               |
| 42      | 2003  | New York    | États-Unis   | Clint Freeman (AUS)       | Mary Zorn (USA)             | États-Unis        | États-Unis        |                               |
| 43      | 2005  | Madrid      | Espagne      | Morgan Lundin (SWE)       | Sofya Goncharova (RUS)      | États-Unis        | France            |                               |
| 44      | 2007  | Leipzig     | Allemagne    | Dietmar Trillus (CAN)     | Eugenia Salvi (ITA)         | États-Unis        | Belgique          |                               |
| 45      | 2009  | Ulsan       | Corée du Sud | Reo Wilde (USA)           | Albina Loginova (RUS)       | États-Unis        | Russie            |                               |
| 46      | 2011  | Turin       | Italie       | Christopher Perkins (CAN) | Albina Loginova (RUS)       | États-Unis        | États-Unis        | Sergio Pagni/Marcella Tonioli |
| 47      | 2013  | Antalya     | Turquie      | Mike Schloesser (NED)     | Kristina Berger (GER)       | Danemark          | Colombie          | Sergio Pagni/Marcella Tonioli |
| 48      | 2015  | Copenhague  | Danemark     | Stephan Hansen (DEN)      | Kim Yun-hee (KOR)           | Iran              | Ukraine           | Kim Yun-hee/Kim Jongho        |
| 49      | 2017  | Mexico      | Mexique      | Sébastien Peineau (FRA)   | Song Yun-soo (KOR)          | États-Unis        | Colombie          | Kim Jongho/Song Yun-soo       |
| 50      | 2019  | Bois-le-Duc | Pays-Bas     | James Lutz (USA)          | Natalia Avdeeva (RUS)       | Corée du Sud      | Taipei chinois    | Kim Jongho/So Chaewon         |
| 51      | 2021  | Yankton     | États-Unis   | Nico Wiener (AUT)         | Sara Lopez (COL)            | États-Unis        | Colombie          | Daniel Munoz/Sara Lopez       |
| 52      | 2023  | Berlin      | Allemagne    | Ojas Pravin Deotale (IND) | Aditi Gopichand Swami (IND) | Pologne           | Inde              | Alexis Ruiz/Sawyer Sullivan   |

### Classement des nations
Classement des nations après le championnat de 2017, :
| Rang  | Nation               | Or  | Argent | Bronze | Total |
| ----- | -------------------- | --- | ------ | ------ | ----- |
| 1     | États-Unis           | 63  | 37     | 32     | 132   |
| 2     | Corée du Sud         | 59  | 27     | 25     | 111   |
| 3     | Suède                | 18  | 20     | 20     | 58    |
| —     | Union soviétique     | 14  | 8      | 4      | 26    |
| 4     | Pologne              | 13  | 12     | 9      | 34    |
| 5     | Italie               | 11  | 9      | 8      | 28    |
| 6     | Grande-Bretagne      | 9   | 18     | 27     | 54    |
| 7     | France               | 8   | 15     | 13     | 36    |
| 8     | Danemark             | 7   | 11     | 9      | 27    |
| 9     | Russie               | 7   | 5      | 6      | 18    |
| 10    | Finlande             | 6   | 13     | 10     | 29    |
| —     | Tchécoslovaquie      | 6   | 7      | 8      | 21    |
| 11    | Taipei chinois       | 4   | 6      | 6      | 16    |
| 12    | Chine                | 4   | 2      | 7      | 12    |
| 13    | Belgique             | 3   | 5      | 8      | 16    |
| 14    | Canada               | 3   | 2      | 6      | 11    |
| 15    | Australie            | 2   | 2      | 10     | 14    |
| 16    | Colombie             | 2   | 0      | 4      | 6     |
| 17    | Pays-Bas             | 1   | 7      | 5      | 13    |
| 17    | Allemagne            | 1   | 6      | 4      | 11    |
| 19    | Norvège              | 1   | 4      | 1      | 6     |
| —     | Allemagne de l'Ouest | 1   | 3      | 1      | 5     |
| 20    | Ukraine              | 1   | 2      | 4      | 7     |
| 21    | Hongrie              | 1   | 1      | 1      | 3     |
| 22    | Iran                 | 1   | 1      | 0      | 2     |
| 23    | Slovénie             | 1   | 0      | 1      | 2     |
| 24    | Chili                | 1   | 0      | 0      | 1     |
| 24    | Moldavie             | 1   | 0      | 0      | 1     |
| 26    | Inde                 | 0   | 6      | 2      | 8     |
| 27    | Japon                | 0   | 5      | 4      | 9     |
| 28    | Afrique du Sud       | 0   | 3      | 5      | 8     |
| 29    | Turquie              | 0   | 3      | 2      | 5     |
| 30    | Mexique              | 0   | 3      | 0      | 3     |
| 31    | Biélorussie          | 0   | 1      | 0      | 1     |
| 31    | Croatie              | 0   | 1      | 0      | 1     |
| 31    | Géorgie              | 0   | 1      | 0      | 1     |
| 31    | Espagne              | 0   | 1      | 0      | 1     |
| 31    | Malaisie             | 0   | 1      | 0      | 1     |
| 36    | Bangladesh           | 0   | 0      | 1      | 1     |
| 36    | Salvador             | 0   | 0      | 1      | 1     |
| 36    | Indonésie            | 0   | 0      | 1      | 1     |
| 36    | Kazakhstan           | 0   | 0      | 1      | 1     |
| 36    | Nouvelle-Zélande     | 0   | 0      | 1      | 1     |
| 36    | Venezuela            | 0   | 0      | 1      | 1     |
| Total | Total                | 238 | 238    | 237    | 713   |

## Championnat en salle
Le championnat du monde de tir à l'arc en salle a été créé en 1991 et est une compétition bisannuelle.